# Madison (perro)
Madison es una perra Labrador Retriever, y un animal actor más conocido por interpretar el papel de Vincent en la serie televisiva Lost. Sin embargo, a pesar de interpreter a un macho, ella es una hembra.

## Biografía
Madison es de Hawái, Estados Unidos, y su dueño es Kim Stahl, un contador y entrenador de perros. Antes de volverse una actriz, Madison trabajó como un perro de rastreo y cometidor de obediencia. En el 2001, Madison se posicionó en el número 8 entre los mejores perros de obediencia en Hawái. Stahl también posee dos parientes de Madison, sus hermanas, Byrddee y Jane.